# Dolgoe proščanie
Dolgoe proščanie (Долгое прощание) è un film del 2004 diretto da Sergej Ursuljak, e tratto dall'omonimo romanzo Lungo addio di Jurij Trifonov.

## Trama
Il film racconta la storia di una giovane e bella attrice che ama il suo sfortunato marito, uno scrittore. Ed è amata da un drammaturgo adulto e di successo che l'ha aiutata a risolvere tutti i suoi problemi e a ritrovare fiducia nel domani.